# Krasnaja Zwiezda (rejon rtiszczewski)
Krasnaja Zwiezda (ros. Красная Звезда) – wieś (sieło) w Rosji, w obwodzie saratowskim, w rejonie rtiszczewskim. W 2010 liczyła 509 mieszkańców.